# Таранто (залив)
Заливът Таранто (на италиански: Golfo di Taranto) остаряло Тарентски залив е залив в северната част на Йонийско море, разположен между полуостров Салентина („токът на ботуша“) на североизток, полуостров Калабрия („носът на ботуша“) на югозапад и „подметката на ботуша“ на северозапад. Дължина 138 km, ширина на входа (между нос Санта Мария ди Леука на полуостров Салентина и нос Аличе на полуостров Калабрия) 133 km. Дължина на бреговата линия 140 km, която се поделя административно между италианските области Апулия на североизток, Калабрия на югозапад и Базиликата на северозапад. Максимална дълбочина 2657 m, разположена в южната му част. Приливите са полуденонощни, с височина до 0,3 m. Югозападните и западните му брегове са предимно високи и стръмни, а северните и североизточните – полегати и равнинни. В него се вливат главно малки и къси реки, основно от запад и северозапад – Трионто, Крати, Сини, Сауро, Базенто, Брадан (най-голяма) и др. В северната му част, в близост до град Таранто са разположени малката група острови Керади (Черади). Крайбрежието на залива е гъсто заселено, като най-големите селища са градовете Таранто, Галиполи и Кориляно Калабро.
С президентско нареждане Nr. 816 от 26 април 1977 г. той е определен за „исторически залив“ и се смята от Италия за вътрешно море.